# Élections municipales de 2025 en Estrie
Les élections municipales québécoises de 2025 se déroulent le 2 novembre 2025. Elles permettent d'élire les maires et les conseillers de chacune des municipalités locales du Québec, ainsi que les préfets de quelques municipalités régionales de comté.